# Eliphas Shivute
Eliphas Shivute (Olukonda, África del Sudoeste, 27 de septiembre de 1974) es un exfutbolista de Namibia que jugaba en la posición de delantero.

## Carrera

### Club
| Periodo   | Club                               |
| --------- | ---------------------------------- |
| 1989-1990 | Blue Waters FC                     |
| 1991-1996 | Eleven Arrows FC                   |
| 1996-1997 | Schwarz-Weiß Düren                 |
| 1997      | → Alemannia Aachen (cedido)        |
| 1997–1999 | Motherwell FC                      |
| 1999–2001 | Dalian Wanda                       |
| 2000      | → Eleven Arrows FC (cedido)        |
| 2001      | → Shenzhen Ping'an Kejian (cedido) |
| 2001–2002 | FK Čukarički                       |

### Selección nacional
Jugó para Namibia en 49 ocasiones de 1992 a 2001 y anotó nueve goles, incluyendo el primer gol de Namibia a nivel internacional; participó en la Copa Africana de Naciones 1998 donde anotó dos goles.

## Logros

### Club
- Premier League de Namibia (1): 1991[3]

### Individual
- Deportista namibio del año: 1997[3]